# Tomin First no Kai
Die Tomin First no Kai (jap. 都民ファーストの会, deutsch etwa „Vereinigung Präfekturbürger zuerst“, wobei sich „Präfektur“ eindeutig auf Tokio bezieht, da Tōkyō die einzige -to ist, die anderen 46 Präfekturen sind -dō, -fu oder -ken) ist eine Regionalpartei in der Präfektur Tokio in Japan und wird von einigen Politikwissenschaftlern als rechtspopulistisch eingestuft. Juristisch gesehen ist sie keine politische Partei, sondern eine „politische Gruppierung“. 

## Geschichte
Am 20. September 2016 gründeten mehrere Präfekturparlamentsabgeordnete eine „politische Gruppierung“ (政治団体 seiji dantai) mit dem Namen „Tomin First“ (都民ファースト) zur Unterstützung von Gouverneurin Yuriko Koike. Den Ausdruck „Tomin First“ benutzte Koike bei der Gouverneurswahl in Tokio 2016 als Wahlspruch. Am 30. Oktober 2016 gründete Koike selbst das Kibō no Juku (希望の塾; etwa „Schule der Hoffnung“), um für die Präfekturparlamentswahl in Tokio 2017 Kandidaten zu rekrutieren. Am 13. Dezember 2016 folgte die Gründung der „Tomin First no Kai Toshima“ (都民ファーストの会 豊島区議団 Tomin First no Kai Toshima-ku-giden) im Bezirksparlament von Toshima mit fünf ehemaligen LDP-Abgeordneten.
Die Tomin First no Kai wurde schließlich am 23. Januar 2017 vom Präfekturparlamentsabgeordneten Kazusa Noda (野田 数 Noda Kazusa) als Regionalpartei gegründet. Ihren ersten Wahlerfolg verzeichnete sie bei der Bürgermeisterwahl in Chiyoda im Februar 2017, bei der mit ihrer Unterstützung Bürgermeister Masami Ishikawa gegen einen von der LDP gestützten Kandidaten klar im Amt bestätigt wurde. Der erfahrene LDP-Präfekturparlamentsabgeordnete für Chiyoda, der ehemalige Generalsekretär der LDP Tokio Shigeru Uchida (内田茂 Uchida Shigeru), den Koike als „Don des Präfekturparlaments“ (Togikai no Don) tituliert hatte, erklärte anschließend seinen Rückzug zur kommenden Parlamentswahl.
Die nächste große Wahl für die Partei war die Tokioter Präfekturparlamentswahl 2017, bei der sie mit 50 Kandidaten antrat. Im März des Jahres wurde eine Wahlkooperation mit dem nationalen Koalitionspartner der LDP, der Kōmeitō, bekanntgegeben. Außerdem kooperierte man mit der Regionalpartei Tōkyō Seikatsusha Network (東京・生活者ネットワーク, etwa „Netzwerk der Tokioter Verbraucher“). Bereits vor der Wahl 2017 konnte die Tomin First no Kai mehrere Abgeordnete durch Übertritte gewinnen, weshalb sie mit Stand vom 10. Mai 2017 mit 5 Abgeordneten im Präfekturparlament und mit 4 Abgeordneten im Bezirksparlament von Toshima vertreten war. Sie stellte am 23. Mai 2017 ihre Wahlversprechen vor. Darin enthalten war neben einer Eindämmung der Olympiakosten beispielsweise eine Ausweitung des Rauchverbots oder eine Verringerung von Privilegien der Abgeordneten zugunsten des Steuerzahlers. Zum 1. Juni 2017 trat Koike aus der LDP aus und übernahm offiziell den Vorsitz der Tomin First no Kai; der bisherige Vorsitzende Kazusa Noda wurde zum Generalsekretär berufen. Das Wahlergebnis der Präfekturparlamentswahl erwies sich mit 49 gewonnenen Sitzen und dem historisch schlechtesten Ergebnis für die LDP für die Tomin First no Kai als äußerst erfolgreich, sodass diese nun als stärkste Partei im Präfekturparlament sitzt.
Nach dem Sieg bei der Präfekturparlamentswahl 2017 trat Koike vom Vorsitz zurück und wurde „Sonderberaterin“ (tokubetsu komon), um eine bessere Trennung zwischen Präfekturverwaltung und Partei (und damit nun der Mehrheit im Parlament, das die Exekutive kontrollieren soll) zu erreichen und diesbezügliche Kritik zu vermeiden. Kazusa Noda übernahm abermals den Posten des Vorsitzenden und wurde von Hiroki Masuko als Generalsekretär abgelöst. Am 11. September 2017 trat Noda jedoch als Vorsitzender zurück und wurde von der bisherigen Exekutivratsvorsitzenden Chiharu Araki, einer ehemaligen Sekretärin Koikes, abgelöst. Nach eigenen Angaben wolle sich Noda umfangreicher auf seine Aufgabe als „Sondersekretär“ (tokubetsu hisho) von Koike konzentrieren können.